# 미사일 구축함

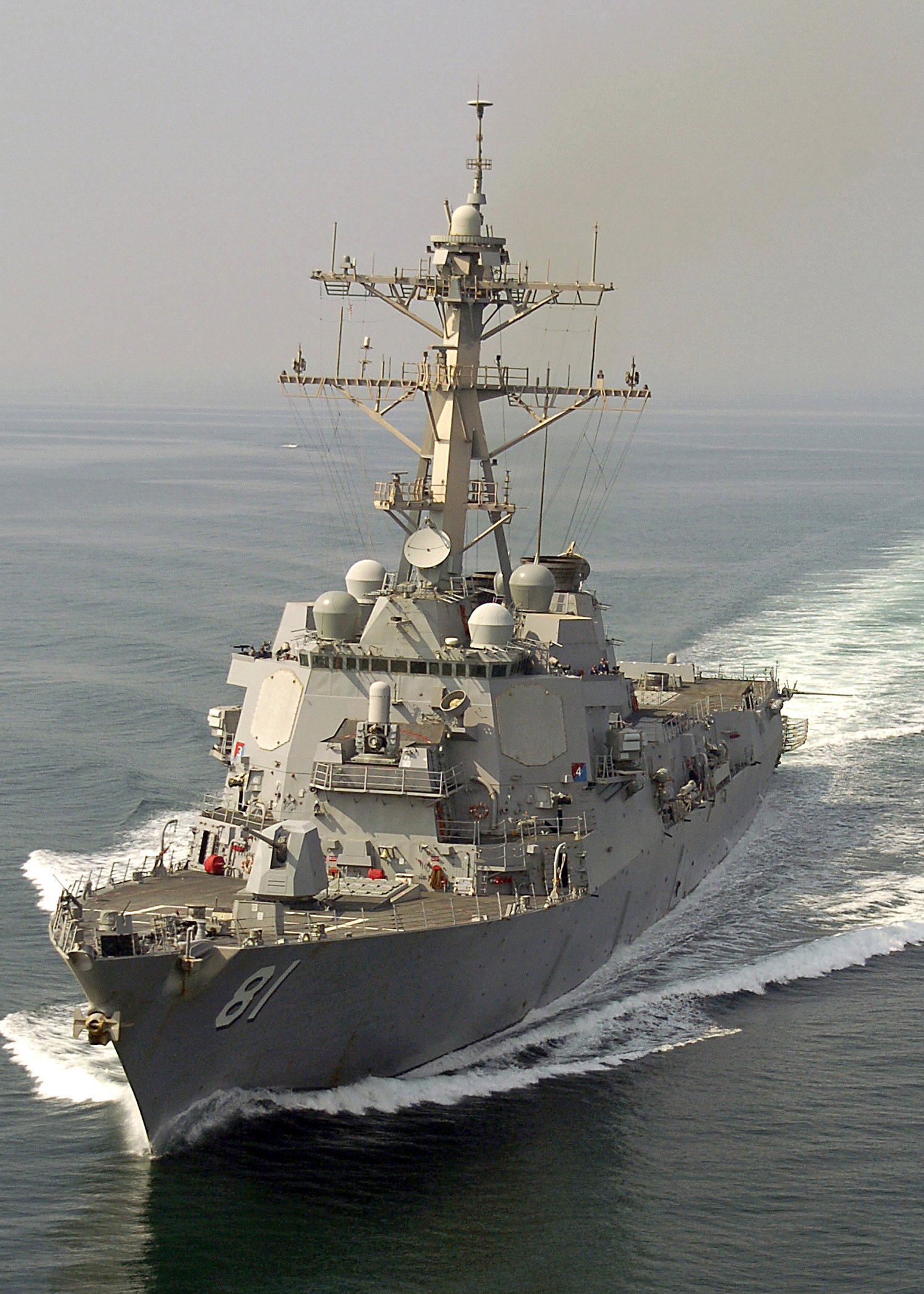
2008년 2월 11일, 미해군 5함대 소속으로 페르시아만을 순찰중인 DDG-81 윈스턴 처칠 이지스 구축함

미사일 구축함(영어: guided missile destroyer)은 대공 요격 유도미사일을 발사할 수 있는 구축함을 일컫는 말이다. 미사일 구축함으로서의 대잠 능력, 대공 능력, 대함 능력을 모두 고루 갖추고 있다. 미사일 구축함은 대개 크기에 따라 16발에서 96발까지 함대공 미사일을 발사할 수 있는 다양한 종류의 수직발사대를 탑재하고, 함대에 접근하는 위협적인 전투기나 항공기, 대함 미사일과 무인기 등의 공중 목표물을 대공 미사일로 타격할 수 있다. 대공 미사일과 요격 능력의 사거리에 따라 미사일 구축함의 종류는 배 스스로를 지킬 수 있는 개함방공 능력, 아군 함대를 보호할 수 있는 함대방공 능력, 대륙간 탄도 미사일(ICBM)이나 탄도 미사일을 요격해서 파괴하는 미사일 방어 임무를 수행하는 전략방공함으로 나뉘어, 개함방공함, 함대방공함, 전략방공함으로 분류된다.

## 미사일 구축함의 예시

### 개함방공함
가장 규모가 작은 미사일 구축함으로, 자신의 배 한척 만을 날아오는 미사일로부터 보호할 수 있는 자함 방어 수준 밖에 없다. 대게 사거리가 17km~20km 수준의 대공 미사일을 탑재한다. 대공 미사일의 종류로는 RIM-7 시 스패로, HQ-16, 아스터-15 등이 있다.
- 프랑스- 라파예트급 호위함
- 대한민국- 광개토대왕급 구축함
- 영국- 23식 호위함
- 러시아- 고르쉬코프급 호위함
- 중국- 054A형 호위함
- 인도- 시발릭급 구축함
- 인도- 탈와르급 구축함

### 함대방공함

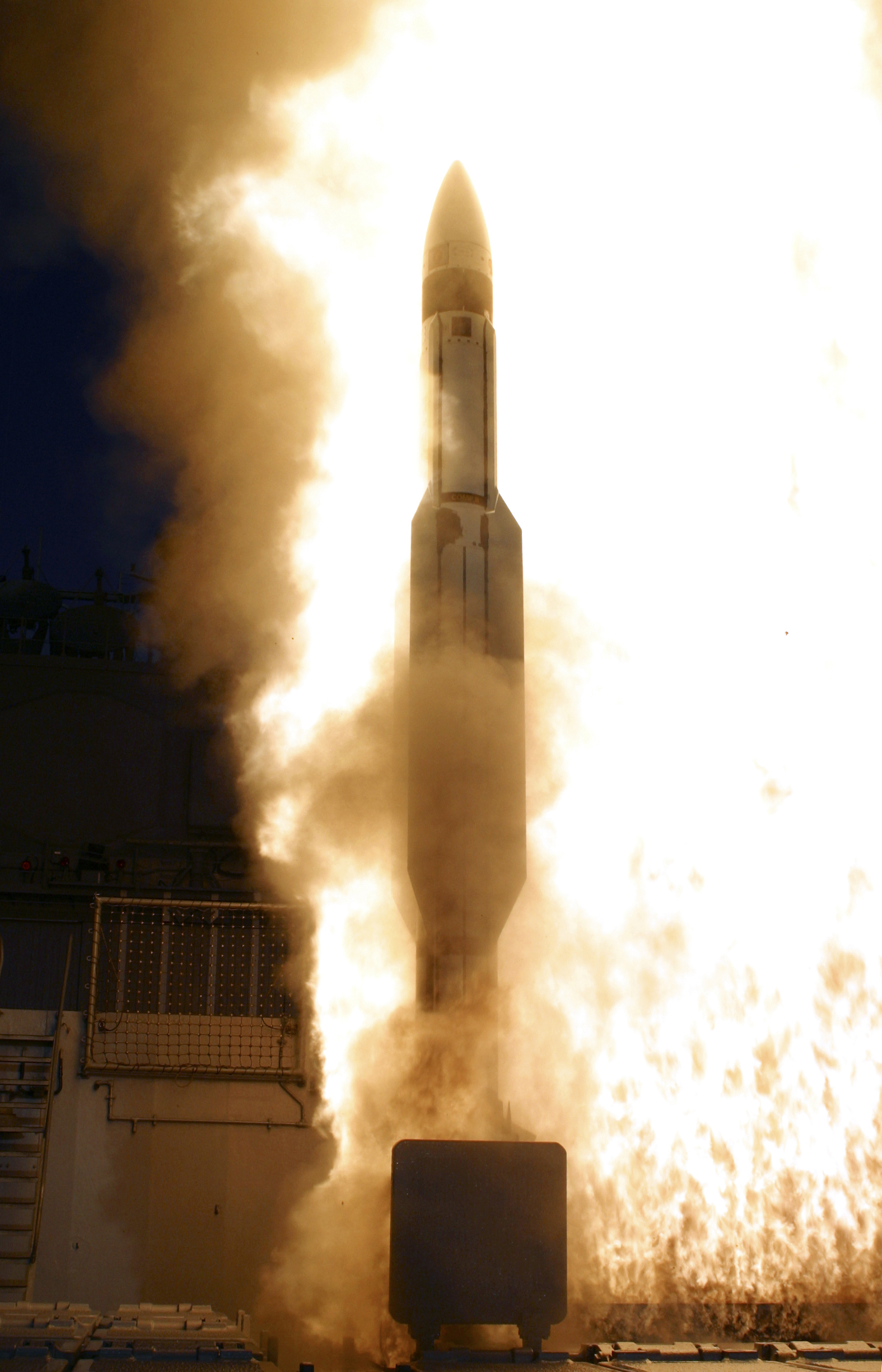
2003년 12월 11일, 이지스 순양함 USS Lake Erie (CG 70)에서 SM-3 미사일이 시험발사되고 있다. 적의 중거리 탄도 미사일을 요격하는 이지스 BMDS 실험이었다. 하와이의 Kauai에서 발사된, 초속 3.7 킬로미터로 날아오는 탄도 미사일을 요격했다. 요격된 지점은 Kauai에서 수백 킬로미터 떨어진, 고도 137 킬로미터 상공이었다. 4번째 요격실험의 성공이었다.

자신의 배를 보호하는 것을 넘어 함대 전체의 아군 함정들을 미사일로부터 보호할 수 있는 능력을 가졌다. 대공 미사일의 사거리는 50km부터 170km까지 다양하다. 대표적인 함대공 미사일은 RIM-162 ESSM과 RIM-67 스탠더드, 아스터, S-300F, HQQ-9, RIM-174 스탠더드 ERAM 등이 있다.
- 독일- 작센급 호위함
- 이탈리아- 오리존테급 호위함
- 영국- 데어링급 구축함 (Type 45)
- 대만- 키드급 구축함
- 대한민국- 세종대왕급 구축함
- 일본- 무라사메급 호위함
- 일본- 다카나미급 호위함
- 일본- 아키즈키급 호위함
- 일본- 아사히급 호위함
- 러시아- 우달로이급 구축함
- 러시아- 카신급 구축함
- 중국- 052D형 구축함
- 중국- 055형 구축함
- 미국- 알레이버크급 구축함 플라이트I
- 오스트레일리아- 호바트급 구축함

### 전략방공함
요격미사일을 발사하여 탄도미사일을 파괴할 수 있는 전략 임무를 수행할 수 있는 구축함이다. 현재까지 이 임무를 수행할 수 있는 전략방공함에 속하는 구축함들은 이지스 전투 시스템을 채택한 이지스 구축함밖에 없다. 대공 미사일의 종류는 SM-3 블록 1과 블록 2가 있으며, 사거리는 700km부터 2,500km까지이다. 요격고도는 500km부터 1,500km까지 있다. 
- 일본- 곤고급 구축함
- 일본- 아타고급 구축함
- 일본- 마야급 구축함
- 미국- 알레이버크급 구축함 플라이트II

## 같이 보기
- 구축함
- 이지스 전투 시스템
- 이지스 탄도미사일 방어체계
- RIM-162 ESSM